# Municipio Chuquihuta
Das Municipio Chuquihuta (auch: Chuquiuta, Quechua und Aymara Chuqi Uta) (vollständiger Name: Chuquihuta Ayllu Jucumani) ist ein Verwaltungsbezirk im Departamento Potosí im südamerikanischen Anden-Staat Bolivien.

## Lage im Nahraum
Das Municipio Chuquihuta ist eines von vier (bis Juni 2009: drei) Municipios in der Provinz Rafael Bustillo und grenzt im Nordwesten und Westen an das Municipio Uncía, im Süden an das Departamento Oruro, im Südosten an die Provinz Chayanta und im Osten an das Municipio Chayanta.
Das Municipio umfasst insgesamt 35 Ortschaften, der zentrale Ort des Municipios ist die Ortschaft Chuquihuta mit 1995 Einwohnern (Volkszählung 2012) im nordwestlichen Teil des Municipios.

## Geographie
Das Municipio Chuquihuta liegt am Übergang des Hochlandes von Oruro in das Gebirge von Potosí. Das Municipio ist im Norden und Westen von Hochgebirgszügen der Cordillera Central begrenzt. Die Vegetation ist die der Puna, das Klima ein typisches Tageszeitenklima, bei dem die täglichen Temperaturschwankungen größer sind als die monatlichen Schwankungen.
Die mittlere Jahresdurchschnittstemperatur liegt bei 9 °C, die Monatsdurchschnittswerte schwanken zwischen knapp 5 °C im Juni/Juli und 11 °C von November bis März (siehe Klimadiagramm Uncía). Der Jahresniederschlag beträgt 370 mm und fällt vor allem in den Sommermonaten, die aride Zeit mit Monatswerten von maximal 10 mm dauert von April bis Oktober.

## Bevölkerung
Die Einwohnerzahl ist zwischen 1992 und 2024 um mehr als ein Drittel angestiegen:
| Jahr | Einwohner | Quelle       |
| ---- | --------- | ------------ |
| 1992 | 5916      | Volkszählung |
| 2001 | 6658      | Volkszählung |
| 2012 | 8019      | Volkszählung |
| 2024 | 8170      | Volkszählung |

Die Bevölkerungsdichte des Municipios Chuquihuta bei der letzten Volkszählung von 2024 betrug 34,2 Einwohner/km², der Anteil der städtischen Bevölkerung lag bei 23 Prozent, die Lebenserwartung der Neugeborenen betrug 48 Jahre.
Der Alphabetisierungsgrad bei den über 19-Jährigen zum gleichen Zeitpunkt betrug 61 Prozent, und zwar 78 Prozent bei Männern und 45 Prozent bei Frauen.

## Politik
Ergebnis der Regionalwahlen (concejales del municipio) vom 4. April 2010:
| Wahlberechtigte |  | Stimmen | gültig |  | MAS-IPSP | MSM    |
| --------------- |  | ------- | ------ |  | -------- | ------ |
| 3.032           |  | 2.513   | 1.694  |  | 1.150    | 544    |
|                 |  | 100 %   | 67,4 % |  | 67,9 %   | 32,1 % |

Ergebnis der Regionalwahlen (elecciones de autoridades políticas) vom 7. März 2021:
| Wahl- berechtigte |  | Wahl- beteiligung | gültige Stimmen |  | MAS-IPSP | AS      | M.O.P. | PAN-BOL |
| ----------------- |  | ----------------- | --------------- |  | -------- | ------- | ------ | ------- |
| 4.014             |  | 3.401             | 2.589           |  | 1.581    | 702     | 133    | 69      |
|                   |  | 84,73 %           | 76,12 %         |  | 61,07 %  | 27,11 % | 5,14 % | 2,67 %  |

## Gliederung
Das Municipio ist nicht weiter in Kantone (cantones) unterteilt.

## Ortschaften im Municipio Chuquihuta
- Chuquihuta 1995 Einw. – Belén 602 Einw. – Wataria 559 Einw. – Micani 454 Einw. – Chusilonqueri 277 Einw. – Irpa Irpa Baja 244 Einw. – Hustaya 234 Einw. – Ako Paraya 157 Einw. – Huacuta 141 Einw. – Tacopalca 121 Einw.